# Приключения Перигрина Пикля
«Приключе́ния Перигри́на Пи́кля» (англ. The Adventures of Peregrine Pickle) — второй роман английского писателя Тобайаса Смоллетта, изданный в Лондоне в 1751.
В своем произведении Смоллетт одним из первых в Англии обратился к набиравшему популярность в эпоху Просвещения жанру романа воспитания.

## Сюжет
Полное забавных эпизодов и насыщенное сатирой на английские и французские нравы повествование о детстве и юности сквайра Перегрина Пикля, сына лондонского купца, удалившегося от дел и купившего поместье в провинции. Фактически изгнанный из родного дома по причине необъяснимой ненависти со стороны родной матери, предпочитающей ему младшего сына — уродливого и телом и душой. Воспитание в доме отставного моряка коммодора Траньона, грубого, но при этом комичного, и искренне привязавшегося к племяннику. Учёба в Оксфорде и путешествие по Франции и Голландии, наполненные бесконечной чередой каверзных проделок. Успех у женщин, сделавший героя наглым и самонадеянным, авантюрные попытки пробиться в высший свет, приводящие к банкротству финансовому и нравственному, наконец — долговая тюрьма, находясь в которой, Перегрин пересматривает свои взгляды на жизнь.
Помимо художественного вымысла, роман включает несколько эпизодов из реальной жизни.

## Мемуары знатной дамы
Отдельной обширной главой в книгу вошли Мемуары знатной дамы, написанные, как полагали современники, леди Френсис Энн Вэн, британской аристократкой, прославившейся мотовством и скандальными любовными связями, и одно время оказывавшей покровительство и финансовую поддержку Смоллетту. Текст в основном авторский, подвергнутый Смоллеттом минимальной стилистической правке. Несмотря на то, что Мемуары нарушают целостность композиции романа, они представляют интерес в качестве памятника нравов своей эпохи. При этом некоторые из читателей романа, достаточно близко знавшие леди Вэн, заметили, что упомянутая особа постаралась оправдать свой развратный образ жизни, и о многих компрометирующих фактах в своих записках умолчала. О чём проницательные читатели и сами, впрочем, могли догадаться.

## Дело мистера Э
Ещё одной реальной деталью в романе является подробный рассказ о деле мистера Э. — сенсационном процессе, тянувшемся с 1743 по 1760 год. Ричард Энсли, 5-й барон Элтем, 6-й граф Англси, обвинялся в присвоении титулов и владений своего племянника Джеймса Энсли, которого он в 1728 ещё ребёнком похитил и продал в рабство в Северную Америку. В 1742 Джеймс вернулся в Англию, был признан законным сыном своего отца и попытался вернуть свои владения, однако деньги и связи графа позволили затянуть процесс, и племянник умер, так и не дождавшись его завершения.

## Второе издание
В первом издании романа содержались оскорбительные выпады против Генри Филдинга, объяснявшиеся завистью к успеху Тома Джонса, выдержавшего в течение года три издания, а также личной неприязнью к одному из покровителей его автора. Также в книге высмеивалась манера игры знаменитого актёра Дэвида Гаррика, реформатора английского театра, впервые после долгого перерыва представившего на сцене оригинальные тексты пьес Шекспира. Во втором издании, выпущенном в 1758, Смоллет эти несправедливые выпады убрал, однако сохранил насмешки над Джеймсом Куином (1693—1766), другим корифеем английской сцены.

## В России

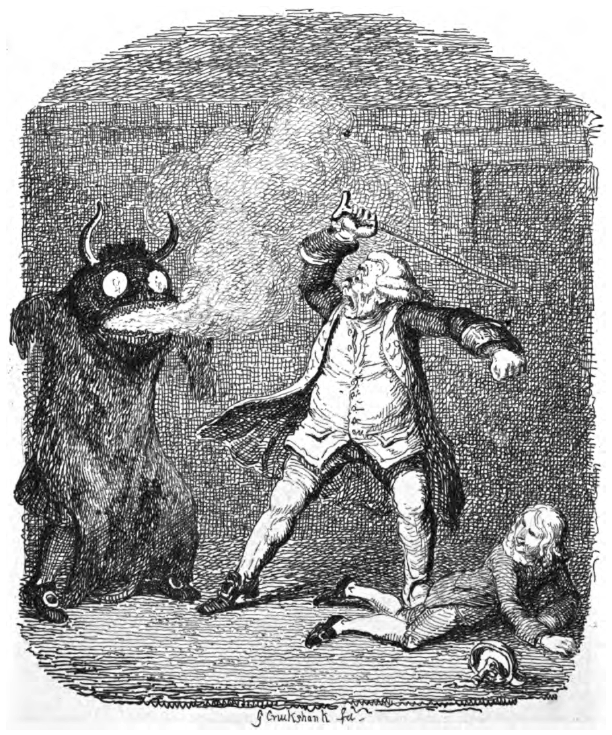
Дэви Джонс, рисунок Джорджа Крукшенка 1832 года, по описанию в книге Тобиасa Смоллеттa «Приключения Перигрина Пикля»

Впервые роман был издан в 1788 под названием Веселая книга, или Шалости человеческие. Современный перевод выпущен в 1935 издательством Academia.